# Haukivuori

F.d. Haukivuori kommuns vapen.

Haukivuori är en tätort (847 invånare år 2012) och före detta kommun i landskapet Södra Savolax i Östra Finlands län. Haukivuori kommun hade 2 276 invånare i november 2006 och en yta på 505,11 km². Kommunen sammanslogs med S:t Michel stad den 1 januari 2007. Haukivuori var enspråkigt finskt, men kommunen har tagit emot över hundra flyktingar från Afghanistan, Bosnien och Hercegovina och Myanmar.
Kommunen låg till stor del öster och norr om sjön Kyyvesi, som hör till Kymmene älvs vattensystem.
Näringslivet är lantbruksdominerat. Inom området finns en betydande torvproduktion.
1 januari 1994 överfördes ett område med 2 invånare till Kangasniemi.

## Byar
Centralorten i den tidigare kommunen var stationssamhället Haukivuori, även kallad Asemankylä ("stationsbyn"). Kyrkbyn (Kirkonkylä), som ligger cirka 7 kilometer sydväst om stationssamhället, var kommunens administrativa centrum fram till 1950-talet. Efter att kommunens verksamheter förlades i stationssamhället har kyrkbyn tappat invånare och är numera en obetydlig by. Förutom kyrkan finns ett vandrarhem i kyrkbyn. I den gamla prästgården har olika aktörer drivit boende- och rekreationstjänster för äldre.
Övriga större byar är Kantala och Nykälä. Byarnas respektive lågstadieskolor lades ner 2007 respektive 2009.

## Politik

### Mandatfördelning i Haukivuori kommun, valen 1976–2004
| 7 | 1 | 11 | 2 |

| 7 | 1 | 10 | 1 | 2 |

| 7 | 2 | 9 | 1 | 2 |

| 7 | 1 | 10 | 1 | 2 |

| 7 | 1 | 1 | 10 | 1 | 1 |

| 7 | 12 | 2 |

| 8 | 11 | 2 |

| 7 | 13 | 1 |

| 14 | 7 |

## Kommunikationer

### Vägar
Ett fåtal dagliga bussturer på linjen mellan S:t Michel och Pieksämäki stannar i Haukivuori. Stamväg 72 går även genom kommunen. Restiden med bil från Helsingfors via Lahtis till Haukivuori är ca 3 timmar.

### Järnvägar
Savolaxbanan från Kouvola till Kuopio löper genom Haukivuori. Fjärrtågen stannade tidigare dagligen på Haukivuori station ca 5 gånger i vardera riktningen. Restiden till Helsingfors var drygt 3 timmar.

## Skolor
- Aseman koulu - lågstadieskola
- Haukivuoren yläkoulu - högstadieskola
- Haukivuoren lukio – gymnasium, filial till Mikkelin lyseon lukio (gymnasiet i S:t Michel).

Lågstadieskolorna i Kantala och Nykälä lades ner 2007 respektive 2009. Tidigare har folkskolor funnits i åtskilliga mindre byar.

## Evenemang
- VM i kärr-volleyboll
- Hembygdsmarknaden i juli